# Pommérieux
Pommérieux és un municipi francès, situat al departament del Mosel·la i a la regió del Gran Est. L'any 2007 tenia 665 habitants.

## Demografia

### Població
El 2007 la població de fet de Pommérieux era de 665 persones. Hi havia 224 famílies, de les quals 32 eren unipersonals (12 homes vivint sols i 20 dones vivint soles), 53 parelles sense fills, 119 parelles amb fills i 20 famílies monoparentals amb fills.
La població ha evolucionat segons el següent gràfic:
Habitants censats

### Habitatges
El 2007 hi havia 240 habitatges, 231 eren l'habitatge principal de la família, 2 eren segones residències i 6 estaven desocupats. 230 eren cases i 9 eren apartaments. Dels 231 habitatges principals, 213 estaven ocupats pels seus propietaris, 15 estaven llogats i ocupats pels llogaters i 3 estaven cedits a títol gratuït; 2 tenien dues cambres, 7 en tenien tres, 35 en tenien quatre i 187 en tenien cinc o més. 193 habitatges disposaven pel capbaix d'una plaça de pàrquing. A 71 habitatges hi havia un automòbil i a 153 n'hi havia dos o més.

### Piràmide de població
La piràmide de població per edats i sexe el 2009 era:
| Homes | Edats   | Dones |
| ----- | ------- | ----- |
| 0     | 95 o +  | 0     |
| 0     | 90 a 94 | 0     |
| 4     | 85 a 89 | 0     |
| 0     | 80 a 84 | 0     |
| 0     | 75 a 79 | 8     |
| 4     | 70 a 74 | 4     |
| 16    | 65 a 69 | 4     |
| 12    | 60 a 64 | 24    |
| 24    | 55 a 59 | 16    |
| 12    | 50 a 54 | 12    |
| 28    | 45 a 49 | 20    |
| 24    | 40 a 44 | 20    |
| 16    | 35 a 39 | 20    |
| 20    | 30 a 34 | 24    |
| 8     | 25 a 29 | 8     |
| 28    | 20 a 24 | 8     |
| 24    | 15 a 19 | 16    |
| 16    | 10 a 14 | 12    |
| 24    | 5 a 9   | 16    |
| 12    | 0 a 4   | 12    |

## Economia
El 2007 la població en edat de treballar era de 433 persones, 346 eren actives i 87 eren inactives. De les 346 persones actives 337 estaven ocupades (182 homes i 155 dones) i 9 estaven aturades (3 homes i 6 dones). De les 87 persones inactives 23 estaven jubilades, 39 estaven estudiant i 25 estaven classificades com a «altres inactius».

### Ingressos
El 2009 a Pommérieux hi havia 246 unitats fiscals que integraven 696 persones, la mediana anual d'ingressos fiscals per persona era de 21.034 €.

### Activitats econòmiques
Dels 18 establiments que hi havia el 2007, 1 era d'una empresa alimentària, 5 d'empreses de construcció, 2 d'empreses de comerç i reparació d'automòbils, 1 d'una empresa d'hostatgeria i restauració, 2 d'empreses financeres, 2 d'empreses immobiliàries, 2 d'empreses de serveis i 3 d'entitats de l'administració pública.
Dels 6 establiments de servei als particulars que hi havia el 2009, 1 era un guixaire pintor, 3 electricistes, 1 restaurant i 1 agència immobiliària.
L'any 2000 a Pommérieux hi havia 5 explotacions agrícoles.

## Equipaments sanitaris i escolars
El 2009 hi havia una escola elemental integrada dins d'un grup escolar amb les comunes properes formant una escola dispersa.

## Poblacions més properes
El següent diagrama mostra les poblacions més properes.